# Шумові ефекти

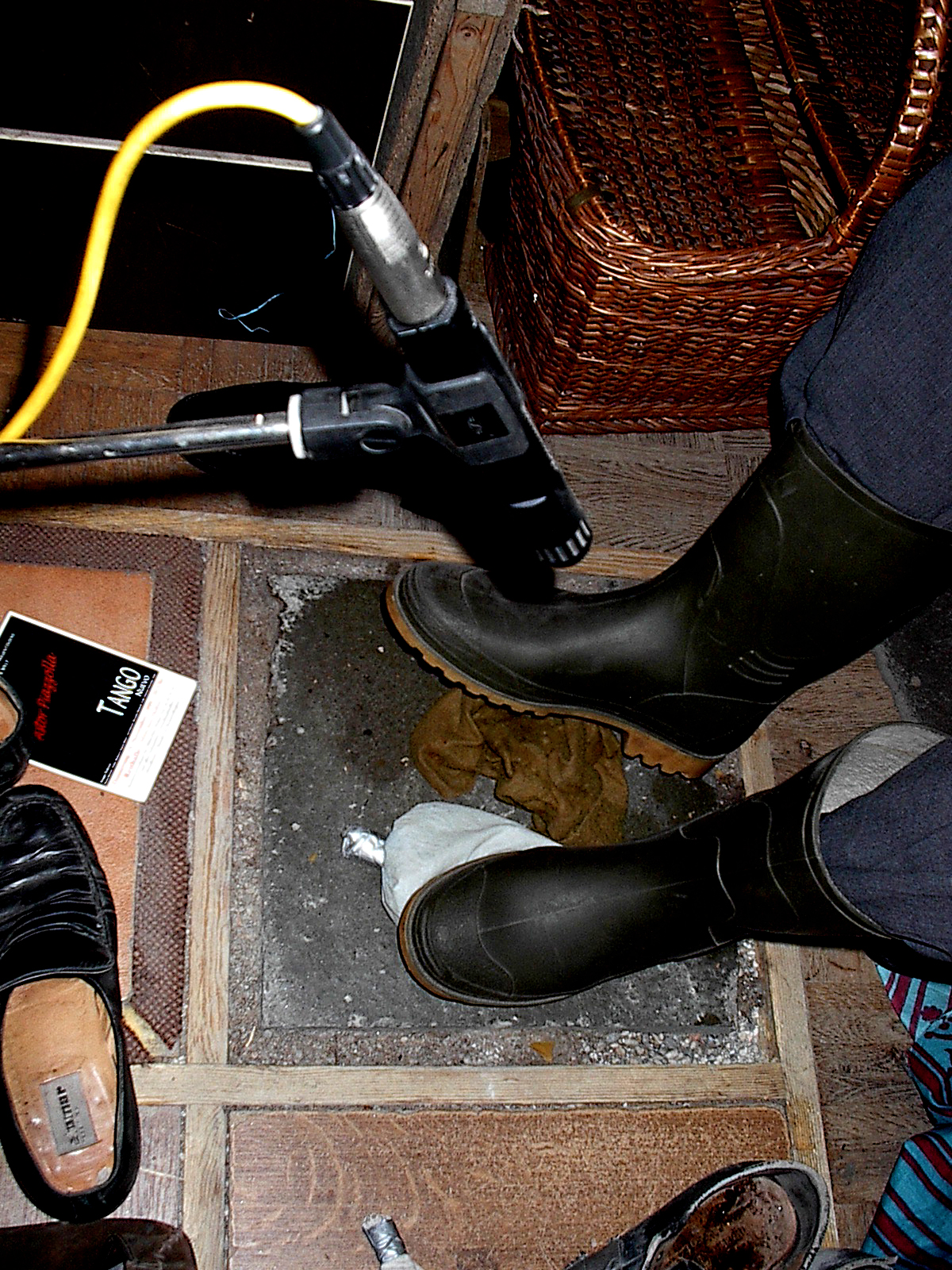
Створення шумових ефектів

Шумові ефекти — (англ. foley — від прізвища Джека Фолі) — це відтворення повсякденних звукових ефектів, що використовується в кіноіндустрії та інших засобах масової інформації в постпродукції для підвищення якості звуку. Відтворені звуки можуть бути будь-якими — від шелесту одягу та кроків до скрипіння дверей та биття скла. Шумові ефекти також використовують для приховування небажаних звуків, записаних на знімальному майданчику фільму під час знімання, таких як проліт літаків або проїзд транспорту.
Ефекти додають саундтреку реалістичності та глибини, а також спрощують синхронізацію звуків. Їх також використовують для покращення комедійних та екшен-сюжетів і додають до документальних фільмів.
Зазвичай ефекти виконують артисти або фахівці з шумових ефектів у студії.

## Історія
На початку 1920-х років під час прямих ефірів радіодрам на радіостудіях усього світу почали використовувати шумові ефекти, які англійською тепер називають фолі (англ. foley) на честь одного з піонерів запису і відтворення шумових ефектів — Джека Фолі (1891—1967). Записи шуму (фонограми), на той час були настільки неякісними, що більшість звукових ефектів доводилось створювати для радіопередач у прямому ефірі. Джек Донован Фолі розпочав співпрацю з Universal Studios в 1914 році в епоху німого кіно. Коли студія Warner випустила свій перший звуковий фільм Співак джазу, щоб залишатися конкурентоспроможними, вирішили запросити фахівців, які мають досвід роботи з шумовими ефектами на радіо. Фолі став частиною звукової групи, яка працювала над перетворенням німого мюзиклу Театр на плаву на звуковий. Оскільки мікрофони того часу могли сприймати лише діалог, після знімань фільму звукорежисери додавати інші звуки. Фолі та його команда проєктували фільм на екран, записували одну доріжку звуку, яка фіксувала їхні живі шумові ефекти. Це кропітка робота, адже усі звуки мали ідеально збігатися з діями. Наприклад, кроки та закриття дверей синхронізувалися з рухами акторів у фільмі. Джек Фолі створював звуки для фільмів до своєї смерті 1967 року. Його основні методи застосовуються шумовиками й донині.
Брати Люм'єр під час перших показів німих кінострічок (наприклад, «Прибуття потягу на вокзал Ла-Сьота») використовували шумові ефекти. Так, дію на екрані супроводжували спеціальні «закадрові» люди — шумовики (в кіноіндустрії ця професія з'явилася внаслідок технічної недосконалості та відсутності апаратури для запису документального звуку). Вплив на глядачів посилювався, адже на екрані рухалась фотографія спільно з імітацією побутових шумів, створюючи не бачений раніше ефект присутності, конструюючи іншу реальність, яку тепер називають «віртуальною».

## Фолі-артисти
Фолі-артистами або шумовиками почали називати фахівців, котрі вміли за допомогою найрізноманітнішого реквізиту створювати необхідні звуки. Фолі-артисти доповнюють або замінюють звук, записаний на знімальному майданчику під час знімань (польовий запис). Звукооператори записували ці звуки вже за допомогою своїх мікрофонів та іншого обладнання, і потім звукові ефекти надходили звукорежисерам, які й займалися їх подальшою обробкою Глядачі не повинні запідозрити, що звук насправді не був частиною процесу знімання. Необхідність заміни або посилення звуків у виробництві фільму виникає внаслідок того, що дуже часто оригінальні звуки, записані під час знімання, є недостатньо переконливими, щоб підкреслити візуальний ефект або дію, до того ж часто додається небажаний шум. Наприклад, сцени бойових дій у бойовику, як правило, ставлять каскадери, і тому вони не супроводжуються потрібними звуками під час знімання. Реквізит, декорації та костюми часто виготовляються з відносно дешевих та легких матеріалів, які візуально нагадують, але насправді не схожі на дорожчі матеріали. Аварії та вибухи часто додаються або посилюються на етапі постпродукції. Бажаним є повернення до оригінальної звукової доріжки звуків, виключених під час запису. Виключаючи ці звуки під час польового запису, а потім додаючи їх у саундтрек під час постпродукції, редактори мають повний контроль над тим, як звучить кожний шум, його якістю та відносною гучністю.

## Створення
Шумові ефекти створює звукорежисер, що імітує фактичне джерело звуку в студії звукозапису. В межах практично будь-якої сцени фільму існує багато дрібних звукових ефектів. Процес їх записування може зайняти багато часу. Мистецтво фолі-артиста можна розділити на три основні категорії — ноги, рухи та особливості.

### Ноги
Ця категорія передбачає запис звуку кроків. Щоб передати звук прогулянки сходами, фолі-артисти топчуть ногами мармурову плиту, переглядаючи кадри. Для створення звуків кроків студії мають багато різних типів взуття та кілька різних типів підлоги. Це можуть бути мармурові квадрати, дрібні камінці тощо. Створення правильного звуку кроків може значно покращити сприйняття сцени.

### Рухи
Категорія «ходи» складається з багатьох найтонших звуків, що звучать у фільмах, наприклад, шелест одягу, коли два актори проходять один повз одного. Цей звук створюється тертям двох шматків матеріалу біля мікрофона з тією ж швидкістю, що і рухи актора. Тканина використовується не завжди і, як правило, залишається на розсуд монтажера звуку, який надалі керує результатом аудіозапису.

### Особливості
Шумові ефекти включають інші звуки, такі як закриття дверей, дзвінок у двері тощо; однак, як правило, це робиться ефективніше із використанням запасних звукових ефектів, зібраних звукоредакторами.
Вони допомагають глядачеві судити про об'єм приміщення. Наприклад, у великій залі є сильна реверберація, тоді як у маленькій кімнаті вона може бути незначною. На відкритих просторах, як правило, відбиті звуки відсутні.

## Використання шумових ефектів
Шумові ефекти створюють не лише для художніх стрічок. Їх використовують у спортивних репортажах, документальних фільмах та ігрових шоу.
Під час кінних перегонів, наприклад, неможливо розташувати мікрофони вздовж всього треку, тому поверх інших звуків використовується готовий запис. Але це не звук кінних копит, а сповільнений запис табуну буйволів. Шумові ефекти часто використовуються тому, що на слух вони сприймаються реальнішими, ніж справжні звуки.
Звук розсувних дверей у серіалі «Зоряний шлях» свідчить про те, що відтворити добу складних технологій майбутнього на екрані можна за допомогою простих побутових предметів. Таємничий шурхіт розсувних дверей на борту зоряного корабля «Ентерпрайз» — це звук паперу, який витягують з конверту.
Кінострічки в жанрі фентезі наповнені міфічними тваринами, голосів яких не може бути в базі звукових ефектів. Тому звукорежисери застосовують неабияку кмітливість. Наприклад, звук балрогів (демонічних істот Дж. Р. Р. Толкіна) створено за допомогою скреготу шлакоблока, який тягнуть дерев'яною підлогою.